# USS LST-418
O USS LST-418 foi um navio de guerra norte-americano da classe LST que operou durante a Segunda Guerra Mundial.